# Bodo von Oeynhausen
Bodo Julius Ulrich Georg Rudolf Graf von Oeynhausen (Celle, prov. Hannover, Pruisen, 29 september 1881 – Hannover, 29 november 1909) was een Duitse edelman en officier in het 8e regiment huzaren te Paderborn. Hij was de eerste man van prinses Armgard zur Lippe-Biesterfeld, de moeder van prins Bernhard.
Von Oeynhausen was de tweede zoon van Erich Ernst Karl Bodo Andreas Hubertus Friedrich Ludwig Graf von Oeynhausen (Brahlstorf, Kreis Ludwigslust, Mecklenburg, 17 november 1849 — Schwarmstedt, prov. Hannover, Pruisen, 15 januari 1898) en van Therese von Lenthe (Frankfurt am Main, 4 december 1846 — Göttingen, 12 september 1917), gehuwd te Schwarmstedt op 17 juli 1877, uit welk huwelijk twee zonen en een dochter sproten.
Hij trouwde met Armgard von Cramm te Hannover op 24 oktober 1905. Het huwelijk werd op 14 november 1908 ontbonden door echtscheiding op grond van weigering van echtelijke plichten, waarna Armgard een morganatisch huwelijk sloot met prins Bernhard van Lippe, die eveneens als officier diende in het 8e regiment huzaren. Bodo stierf een jaar daarna aan een hersentumor. Later zou zij hem een "zwakke geestesgesteldheid" toedichten.